# Kazimierz Sławiński (chemik)
Kazimierz Sławiński (ur. 21 stycznia 1870 w Lipkach, zm. 14 października 1941 w Warszawie) – chemik, profesor Uniwersytetu Stefana Batorego w Wilnie.

## Życiorys
Szkołę średnią ukończył w Kielcach. W roku 1891 zapisał się na wydział farmacji Cesarskiego Uniwersytetu Warszawskiego. W 1898 uzyskał stopień magistra farmacji na Uniwersytecie Moskiewskim i otrzymał stanowisko starszego laboranta w Katedrze Chemii Organicznej Warszawskiego Instytutu Politechnicznego. W 1915 r., kiedy nastąpiła ewakuacja Warszawskiego Instytutu Politechnicznego do Rosji, Sławiński otrzymał od Rektora polecenie pozostania w Warszawie i nawiązania współpracy z Komitetem Obywatelskim. Z ramienia tego Komitetu został kuratorem mienia, które pozostało po ewakuacji – ochronił je przez rekwizycją i wywiezieniem przez Niemców. W 1915 opracował techniczną metodę otrzymywania kwasu salicylowego dla potrzeb farmaceutycznych i nadzorował budowę fabryki tego kwasu w Warszawskich Zakładach Gazowych. W 1918 r. zgodził się na objęcie wykładów Technologii Środków Spożywczych Politechniki Warszawskiej. W 1919 na podstawie orzeczenia Komisji Stabilizacyjnej został powołany na profesora nadzwyczajnego Politechniki Warszawskiej i Kierownika Zakładu Chemii Organicznej. Jeszcze w tym samym roku zdecydował się jednak przyjąć propozycję objęcia wykładów z chemii na Wydziale Matematyczno-Przyrodniczym organizowanego wówczas Uniwersytetu Stefana Batorego w Wilnie. W 1920 został mianowany profesorem zwyczajnym Uniwersytetu Wileńskiego. W 1934 został wybrany na prezesa Polskiego Towarzystwa Chemicznego w Warszawie. Brał czynny udział w pracach: Francuskiego Towarzystwa Chemicznego w Paryżu, Towarzystwa Polskich Przyrodników we Lwowie, Towarzystwa Przyjaciół Nauk w Wilnie, Polskiego Towarzystwa Botanicznego, Polskiego Towarzystwa Krajoznawczego, Komisji Umundurowania Wojsk Polskich, Radzie Dozoru nad Żywnością. W 1935 na prośbę Polskiego Monopolu Tytoniowego zwiedzał plantacje i fabryki tytoniowe. Opracował projekt organizacji przerobu surowca dla Polskiego Monopolu Spirytusowego, prowadził badania nad środkami do skażenia spirytusu. W 1936 otrzymał tytuł doktora honoris causa Uniwersytetu Wileńskiego i opuścił stworzoną przez siebie, dobrze urządzoną placówkę naukową w Wilnie. Opublikował ponad 30 artykułów, w tym kilka dotyczących historii Uniwersytetu Wileńskiego. W latach 1899–1905 uczestniczył w pracach redakcji Wielkiej Encyklopedii Powszechnej Ilustrowanej – był autorem licznych haseł z dziedziny chemii. W sierpniu 1936 przeszedł na emeryturę i powrócił do Warszawy. Nie założył rodziny; wolny czas poświęcał hodowli kwiatów, zwłaszcza róż.
Został pochowany na cmentarzu Powązkowskim w Warszawie (kwatera 315-3-29).

## Ordery i odznaczenia
- Krzyż Komandorski z Gwiazdą Orderu Odrodzenia Polski (19 marca 1936)[5]
- Krzyż Komandorski Orderu Odrodzenia Polski (22 października 1929)[6][7]